# Champions de France de natation du 400 m nage libre en mer
Cet article présente la liste des champions de France de natation du 400 m nage libre en mer.
Cette épreuve est créée en 1899, et se courait jusqu'en 1920 sur 500 mètres.

## Palmarès
| Championnats | Championnats                        | 400 m nage libre en mer messieurs | 400 m nage libre en mer messieurs | 400 m nage libre en mer messieurs | 400 m nage libre en mer messieurs | 400 m nage libre en mer messieurs |
| ------------ | ----------------------------------- | --------------------------------- | --------------------------------- | --------------------------------- | --------------------------------- | --------------------------------- |
| 1899         | Saint-Valery-en-Caux                | G. Leuillieux                     |                                   |                                   | Pupilles de Neptune de Lille      |                                   |
| 1900         | Dieppe                              | Louis Martin                      |                                   |                                   | Pupilles de Neptune de Lille      | 8 min 37 s 4                      |
| 1901         | Dieppe                              | Henri Peslier                     |                                   |                                   | Libellule de Paris                |                                   |
| 1902         | Saint-Valery-en-Caux                | Jules Clévenot                    |                                   |                                   | Libellule de Paris                | 11 min 59 s 2                     |
| 1903         | Le Havre                            | Henri Peslier                     |                                   |                                   | Libellule de Paris                | 7 min 15 s 0                      |
| 1904         | Trouville-sur-Mer                   | Paul Vasseur                      |                                   |                                   | Libellule de Paris                | 6 min 45 s 0                      |
| 1905         | Le Havre                            | Paul Vasseur                      |                                   |                                   | Libellule de Paris                | 6 min 20 s 0                      |
| 1906         | Vitry-sur-Seine                     | Paul Vasseur                      |                                   |                                   | Libellule de Paris                |                                   |
| 1907         |                                     | Charles Renou                     |                                   |                                   | Libellule de Paris                | 6 min 57 s 0                      |
| 1908         |                                     | Paul Vasseur                      |                                   |                                   | Libellule de Paris                | 7 min 00 s 0                      |
| 1909         |                                     | Paul Vasseur                      |                                   |                                   | SCUF                              | 6 min 36 s 8                      |
| 1910         |                                     | Paul Vasseur                      |                                   |                                   | FVC Nice                          | 6 min 26 s 8                      |
| 1911         |                                     | Paul Vasseur                      |                                   |                                   | FVC Nice                          | 7 min 07 s 4                      |
| 1912         |                                     | Bonelli                           |                                   |                                   | H Monaco                          | 6 min 14 s 4                      |
| 1913         |                                     | Marcel Pernot                     |                                   |                                   | Libellule de Paris                | 5 min 45 s 0                      |
| 1914         | non disputé                         |                                   |                                   |                                   |                                   |                                   |
| 1915         | Les bains Deligny                   | non disputé                       |                                   |                                   |                                   |                                   |
| 1916         | Les bains Deligny                   | non disputé                       |                                   |                                   |                                   |                                   |
| 1917         | Les bains Deligny                   | non disputé                       |                                   |                                   |                                   |                                   |
| 1918         | Les bains Deligny                   | non disputé                       |                                   |                                   |                                   |                                   |
| 1919         | Tourcoing                           | non disputé                       |                                   |                                   |                                   |                                   |
| 1920         | Paris La Villette, Bassin Niclausse | non disputé                       |                                   |                                   |                                   |                                   |
| 1921         | Strasbourg                          | Marcel Pernot                     |                                   |                                   | Libellule de Paris                | 13 min 52 s 8                     |
| 1922         | Tourcoing                           | Philippe Tisson                   |                                   |                                   | CRS Marseille                     |                                   |
| 1923         | Arras                               | Philippe Tisson                   |                                   |                                   | Libellule de Paris                |                                   |
| 1924         | non disputé                         |                                   |                                   |                                   |                                   |                                   |
| 1925         | Paris Les tourelles                 | Guy Middleton                     |                                   |                                   | CN Nice                           |                                   |
| 1926         | Paris Les tourelles                 | Jean Rebeyrol                     |                                   |                                   | ASPTT Bordeaux                    |                                   |
| 1927         | Paris Les tourelles                 | Philippe Tisson                   |                                   |                                   | CRS Marseille                     |                                   |
| 1928         | Paris Les tourelles                 | Philippe Tisson                   |                                   |                                   | CRS Marseille                     |                                   |
| 1929         | Paris Les tourelles                 | Jean-Baptiste Grimaldi            |                                   |                                   | Cercle des nageurs de Marseille   |                                   |
| 1930         | Paris Les tourelles                 | George Navarre                    |                                   |                                   | CRS Marseille                     |                                   |
| 1931         | Paris Les tourelles                 | George Navarre Alexandre Régis    |                                   |                                   | CRS Marseille                     |                                   |